# Jeřmanice
Jeřmanice település Csehországban, Libereci járásban. Jeřmanice Rychnov u Jablonce nad Nisou, Rádlo, Dlouhý Most, Hodkovice nad Mohelkou és Liberec településekkel határos. Lakosainak száma 656 fő (2024. január 1.).

## Népesség
A település lakosságának változását az alábbi diagram mutatja:
| Lakosok száma | 1603 | 1303 | 865  | 497  | 358  | 308  | 517  | 537  | 573  | 656  |
|               | 1869 | 1890 | 1921 | 1950 | 1980 | 2001 | 2017 | 2019 | 2022 | 2024 |